# Shannon Tavarez
Shannon Skye Tavarez  (20 de janeiro de 1999 – 1 de novembro de 2010) foi uma atriz mirim norte-americana. 
Ela apareceu na produção da Broadway O Rei Leão, da Walt Disney Theatrical, na qual desempenhou o papel do filhote de leão Nala.

## Morte
Shannon se sentiu mal e suas pernas começaram a doer, ela foi examinada e descobriram que estava com um tipo de leucemia. A família lutou para achar um doador compatível com ajuda da cantora Rihanna, mas a menina acabou morrendo aos 11 anos de idade. 